# Einkommensbericht
Ein Einkommensbericht ist eine schriftliche Analyse der Verdienste von Arbeitnehmern innerhalb eines bestimmten Zeitraums unter Berücksichtigung verschiedener Faktoren (z. B. Geschlecht und Alter der Arbeitnehmer). Wird vor allem auf einen Einkommensunterschied zwischen Frauen und Männern analysiert, beschrieben und abgestellt, wird die geschlechterspezifische Lohnlücke als Gender-Pay-Gap bezeichnet.
Die Einkommensberichte sollen in Österreich auch als Maßnahmen zur Verbesserung der Einkommenstransparenz dienen und zur Umsetzung des Nationalen Aktionsplanes über die Gleichstellung von Frauen und Männern am Arbeitsmarkt. Grundsätzlich ist bereits nach Art 157 Abs. 1 Vertrag über die Arbeitsweise der Europäischen Union (AEUV) das gleiche Entgelt für gleiche bzw. gleichwertige Arbeit unionsrechtlich normiert und von den Unionsmitgliedstaaten zu gewährleisten.

## Zweck
Einkommensberichte zur Feststellung der Einkommensunterschiede zwischen Männern und Frauen sollen zukünftig verhindern, dass diese weiter bestehen oder weiter auseinanderklaffen.

## Rechtsgrundlage
- § 11 a des Bundesgesetz über die Gleichbehandlung (Gleichbehandlungsgesetz – GlBG), öBGBl. I Nr. 66/2004.[4]
- § 6a Bundesgesetz über die Gleichbehandlung im Bereich des Bundes (Bundes-Gleichbehandlungsgesetz – B-GlBG), BGBl. Nr. 100/1993.
- § 8 Bundesverfassungsgesetz über die Begrenzung von Bezügen öffentlicher Funktionäre (BezBegrBVG), BGBl. I Nr. 64/1997.

## Verpflichtete
In Österreich sind Einkommensberichte gemäß den einschlägigen Bestimmungen (siehe unten) der verschiedenen Gleichbehandlungsgesetze in unterschiedlichen zeitlichen Intervallen von privaten und öffentlichen Unternehmen sowie dem Bund und verschiedenen Körperschaften zu erstellen.
In Österreich ist seit 1. Januar 2014 jeder private Arbeitgeber, welcher durchschnittlich mehr als 150 Arbeitnehmer beschäftigt, verpflichtet, alle zwei Jahre einen Einkommensbericht zu erstellen, in welchem die Arbeitsentgelte der Arbeitnehmer des jeweiligen Unternehmens nach Geschlechtern getrennt veröffentlicht werden. Arbeitgeber mit weniger als 150 beschäftigten Arbeitnehmern müssen keinen Einkommensbericht erstellen. Leiharbeiter, Heimarbeiter und freie Dienstnehmer sind bei der Berechnung der Arbeitnehmerzahl nicht zu berücksichtigen. Sehr wohl aber geringfügig Beschäftigte und Lehrlinge.

## Inhalt
Im Einkommensbericht sind aus Datenschutzgründen in anonymisierter Darstellung die Arbeitsentgelte der Frauen und Männer aufzuführen. Der Bericht darf keine Rückschlüsse auf Einzelpersonen zulassen. Die gesetzlich vorgesehenen Inhalte sind Mindestinhalte und können entsprechend erweitert werden, um einen aussagekräftigen Einkommensbericht zu erstellen.
Im Einkommensbericht sind die erhobenen Daten über die Anzahl der Frauen und Männer und deren Entgelt in den jeweiligen Verwendungsgruppen und Verwendungsgruppenjahren und das daraus berechnete Durchschnittsentgelt von Frauen und Männern im Kalenderjahr in den jeweiligen Verwendungsgruppen und Verwendungsgruppenjahren anzugeben.
Das Gesamtarbeitsentgelt ist einschließlich aller Überstundenpauschale, Mehrarbeitspauschale, Zuschläge oder Zulagen, Remunerationen, Sachbezüge, Prämien, Boni, Versicherungen etc. und anderer Entgeltbestandteile zu berechnen. Nicht einbezogen werden jedoch der betriebsbedingte Aufwandersatz (z. B. Reisekosten, Diäten, Abfertigungen etc.). Das Entgelt von Teilzeitbeschäftigten muss auf das von Vollzeitbeschäftigten, das Arbeitsentgelt von unterjährig Beschäftigten auf das von ganzjährig Beschäftigten hochgerechnet werden.

## Informationspflicht
In Unternehmen ohne Betriebsrat sind alle Arbeitnehmer berechtigt den Einkommensbericht zu verlangen und können dieses Recht auch einklagen. Der Einkommensbericht ist in Unternehmen ohne Betriebsrat im Betrieb in einem allen Arbeitnehmern oder allen gruppenzugehörigen Arbeitnehmer zugänglichen Raum aufzulegen und darauf in einer Betriebskundmachung hinzuweisen.
In Unternehmen mit einem Zentralbetriebsrat (ZBR), Betriebsausschüssen oder einem Betriebsrat ist der Einkommensbericht im ersten Quartal des auf das Berichtsjahr folgenden Kalenderjahres vom Arbeitgeber zu übermitteln. Der (Zentral-)Betriebsrat bzw. Betriebsausschuss kann eine Beratung darüber verlangen und diese können im Rahmen ihrer Tätigkeit Auskunft an die Arbeitnehmer über die für sie relevanten Informationen erteilen.

## Berechnungs- und Bewertungsprobleme
Bei der Berechnung der Entgeltunterschiede zwischen Männern und Frauen im Einkommensbericht können statistische Unterschiede auftreten, welche das Ergebnis verfälschen. Diese Beeinflussungen des Ergebnisses können aufgrund der bestehenden Struktur des Unternehmens beruhen, wie (Beispiele):
- stark ungleiche zahlenmäßige Verteilung von Leitungsfunktionen im Unternehmen zwischen Männern und Frauen;
- unterschiedliche Besoldungssysteme bzw. Entgelteinstufungssysteme[11];
- begrenzte Möglichkeit der Anrechnung von Vordienstzeiten und unterschiedliche Ersteinstufungen;
- unterschiedliche Qualifikationen;
- starke altersbedingte Unterschiede in den verschiedenen Verwendungsgruppen;
- unterschiedliche Anzahl der geleisteten und ausbezahlten Überstunden zwischen Frauen und Männern;[12]
- individuelle, statistisch relevante Zufälligkeiten, insbesondere bei besonders kleinen Beobachtungsgruppen.

Siehe auch: Bestimmung des Arbeitsentgelts.

## Sanktionen
In § 11a GlBG sind keine Sanktionen vorgesehen, wenn ein Unternehmen keinen Einkommensbericht erstellt. Denkbar wären jedoch Beugestrafen, wenn die Vorlage des Einkommensberichtes eingeklagt wird (Arbeits- und Sozialgericht) und dem Gericht nicht vorgelegt werden kann.
Der private Unternehmer ist nicht verpflichtet, wenn er eine Ungleichbehandlung durch den erstellten Einkommensbericht erkennt, Abhilfemaßnahmen zu setzen.

## Einkommensbericht nach dem Gleichbehandlungsgesetz
Gemäß § 11a GlBG hat jeder Arbeitgeber ab dem 1. Januar 2014, welcher mehr als 150 Arbeitnehmer dauerhaft beschäftigt, alle zwei Jahre einen anonymisierten Bericht zur Entgeltanalyse zu erstellen (§ 11a GlBG: Einkommensbericht). Dies betrifft in Österreich etwa 2.800 Unternehmen die etwas über 40 % der Arbeitnehmer in Österreich beschäftigen.
Vor dem 1. Januar 2014 musste der Einkommensbericht von Arbeitgebern alle zwei Jahre erstellt werden, welche
- seit 1. März 2011 dauernd mehr als 1.000 Arbeitnehmer beschäftigen,
- seit 1. Jänner 2012 dauernd mehr als 500 Arbeitnehmer beschäftigen,
- seit 1. Jänner 2013 dauernd mehr als 250 Arbeitnehmer beschäftigen.[14]

## Einkommensbericht nach dem Bundes-Gleichbehandlungsgesetz
Gemäß § 6a Abs. 1 B-GlBG ist der Bundeskanzler verpflichtet, „jährlich bis zum 1. Oktober einen Bericht zur Einkommensanalyse der Dienstnehmerinnen und Dienstnehmer des Bundes zu erstellen. Berichtszeitraum ist das jeweilige vorangegangene Kalenderjahr“ und „unverzüglich nach seiner Fertigstellung von der Bundeskanzlerin oder vom Bundeskanzler auf der Website des Bundeskanzleramtes zu veröffentlichen und den Leiterinnen und Leitern der Zentralstellen zu übermitteln. Von den Leiterinnen und Leitern der Zentralstelle ist der Bericht an die zuständigen Zentralausschüsse weiterzuleiten“ (§ 6a Abs. 3 B-GlBG).

## Einkommensbericht nach dem Bezügebegrenzungs-Bundesverfassungsgesetz
Gemäß § 8 Abs. 1 BezBegrBVG haben alle Rechtsträger, die der Kontrolle des Rechnungshofes unterliegen, „innerhalb der ersten drei Monate jedes zweiten Kalenderjahres dem Rechnungshof die Bezüge oder Ruhebezüge von Personen mitzuteilen, die zumindest in einem der beiden vorangegangenen Kalenderjahre“ bestimmte Bezüge oder Ruhebezüge bezogen haben.
Der Einkommensbericht wird nach § 8 Abs. 3 BezBegrBVG durch den Rechnungshof in einem Bericht zusammengefasst und dieser Bericht ist dem Nationalrat, dem Bundesrat und den Landtagen der Bundesländer zu übersenden.
Der Rechnungshof hat nach § 8 Abs. 3 BezBegrBVG auch in diesem Einkommensbericht „über die durchschnittlichen Einkommen einschließlich der Sozial- und Sachleistungen der gesamten Bevölkerung – nach Branchen, Berufsgruppen und Funktionen getrennt – zu berichten.“ Der „Allgemeine Einkommensbericht“ wird von der Statistik Austria gemäß dem BezBegrBVG im Auftrag des Rechnungshofes erstellt.